# Verre armé

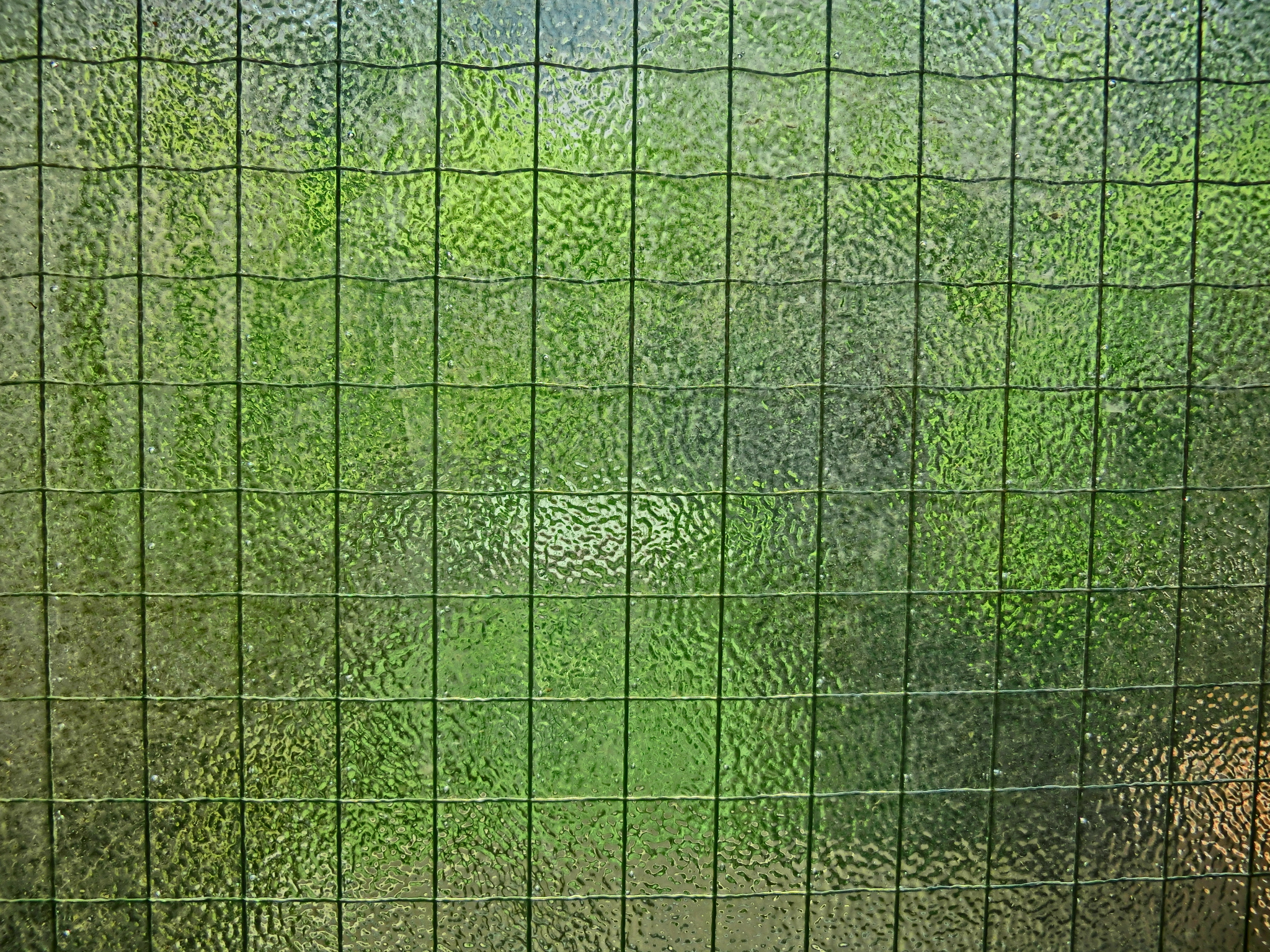
Détail d'un verre armé.

Un verre armé est un verre plat dans lequel est intégrée une grille métallique (treillis), surtout en fer, lors de sa fabrication. Les mailles de ce treillis sont de 12,5 mm ou de 25 mm et ont une forme carrée ou hexagonale. Le principal objectif du verre armé est d'empêcher le passage d'un éventuel cambrioleur grâce à sa grille. Il fait partie des verres de sécurité.

## Fabrication
De longues bandes de verre plat sont chauffées jusqu’à ce qu’elles soient molles et flexibles. Une bande passe entre des rouleaux et une grille y est incorporée. Puis une autre bande de verre mou est pressée par-dessus la grille qui reste ainsi au centre. Le verre refroidi et durci est coupé en feuilles.
Le verre armé peut aussi être fabriqué directement à la sortie du four. La grille métallique est introduite dans la feuille de verre encore en fusion, au niveau des rouleaux lamineurs.

## Propriétés

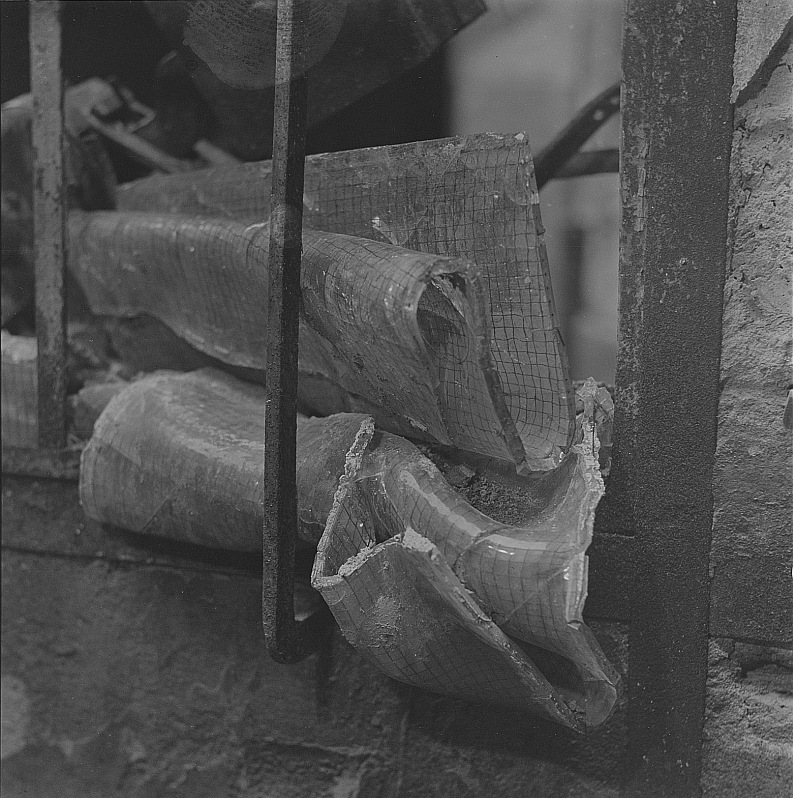
Feuilles de verre armé fondues et tombées après un incendie (Allemagne, 1945).

Le verre armé n’est pas incassable. Si le verre casse, il se brise comme un verre traditionnel et peut induire des coupures, bien que la grille maintienne une partie des morceaux. La grille ne participe pas à la résistance mécanique du verre mais peut se déformer pour absorber les chocs et ne se brise pas en laissant un trou.

## Applications
Le verre armé s'utilise surtout pour les toits de locaux industriels et de jardin d’hiver ou pour les grandes coupoles et les dômes. Le verre armé est de moins en moins utilisé ; on lui préfère le verre feuilleté bien plus résistant et sécurisant.